# 2-Metylooktan
2-Metylooktan, C
9H
20 – organiczny związek chemiczny z grupy alkanów, jeden z izomerów konstytucyjnych nonanu. Występuje w napojach alkoholowych. Jest jednym z głównych składników olejku z dziurawca zwyczajnego. Związek ten występuje również w ropie naftowej, z której w postaci czystej wydzielono go w 1937 roku.

## Otrzymywanie
2-Metylooktan został otrzymany w 1913 roku przez Ernsta Spätha w trakcie jego badań nad reakcjami związków Grignarda z halogenkami alkilowymi w roztworze eteru dietylowego. Można go również otrzymać poprzez dehydratację 2-metylo-2-oktanolu, który powstaje w wyniku reakcji 2-heptanonu z bromkiem metylomagnezu:
O=C(CH
3)((CH
2)
5CH
3) + CH
3MgBr → (CH
3)
2C(OH)CH
2CH
2CH
2CH
2CH
2CH
3
(CH
3)
2C(OH)CH
2CH
2CH
2CH
2CH
2CH
3 → (CH
3)
2C=CHCH
2CH
2CH
2CH
2CH
3 + H
2O
W kolejnym etapie otrzymaną olefinę uwodornia się z użyciem wodoru w chwili powstania (otrzymanego np. w reakcji pyłu cynkowego z suchym chlorowodorem) lub za pomocą wodoru cząsteczkowego wobec niklu Raneya na aktywowanym tlenku glinu w charakterze katalizatora oraz wobec podwyższonego ciśnienia:
(CH
3)
2C=CHCH
2CH
2CH
2CH
2CH
3 + H
2 → (CH
3)
2CHCH
2CH
2CH
2CH
2CH
2CH
3
Wydzielenie 2-metylooktanu z ropy naftowej jest dość złożone. W 1937 roku wykorzystano do tego frakcję wrzącą w zakresie 140–145 °C, otrzymaną z ropy naftowej pochodzącej z pól naftowych w Oklahomie. W pierwszym etapie wyekstrahowano z niej ksyleny (głównie o-ksylen) za pomocą ciekłego SO
2. Po tej procedurze frakcja ta zawierała co najmniej 2 węglowodory naftenowe o 9 atomach węgla, 4 łańcuchowe izomery nonanu oraz niewielką zawartość węglowodorów aromatycznych. Frakcję tą rozdestylowano pod ciśnieniem 215 Tr za pomocą kolumny rektyfikacyjnej wyposażonej w 30 półek dzwonowych. Frakcje zebrane w zakresie temperatury 100,5–103,5 °C (co odpowiada frakcji wrzącej w zakresie 142,5–145,5 °C pod ciśnieniem normalnym) zawierały wciąż około 2% molowych węglowodorów aromatycznych, więc przefiltrowano je przez złoże żelu krzemionkowego, a następnie poddano destylacji z lodowatym kwasem octowym w celu przeprowadzenia naftenów w wyżej wrzące pochodne octanowe. W kolejnym etapie uzyskany destylat poddano rektyfikacji za pomocą kolumny posiadającej 60 półek teoretycznych stosując ponownie ciśnienie 215 Tr, zbierając pojedyncze frakcje co 0,2 °C. Bogate w 2-metylooktan były frakcje wrzące w zakresie 100,8–102 °C. Poddano je krystalizacji z dichlorodifluorometanu, produkt przefiltrowano przez złoże żelu krzemionkowego w celu usunięcia śladów rozpuszczalnika. Uzyskane 250 cm³ produktu rozdestylowano na 20 frakcji. Wszystkie otrzymane frakcje wrzały w temperaturze 143,35 °C, jednak pierwsza i trzy ostatnie miały nieco wyższy współczynnik załamania światła. Środkowe 100 cm³ uznano za najlepszy wzorzec 2-metylooktanu pochodzącego z ropy.
Ropa naftowa jako źródło 2-metylooktanu jest łatwo dostępna, jednak procedura wydzielania jest złożona, dlatego poszukiwano innych dróg syntezy z łatwo dostępnych surowców. Wykorzystano do tego celu 2-oktanol, który po przeprowadzeniu w 2-jodooktan pozwala na otrzymanie 2-metylooktanu w reakcji z odczynnikiem Gilmana.

## Właściwości
2-Metylooktan jest bezbarwną cieczą nierozpuszczalną w wodzie, słabo rozpuszczalną w tetrachlorku węgla, rozpuszczalną w etanolu i eterze dietylowym oraz bardzo dobrze rozpuszczalną w eterze naftowym. Wartość jego stałej dielektrycznej względem powietrza w 20 °C wynosi 1,967. Gęstości względne 2-metylooktanu wynoszą: 0,7134 (w 20 °C); 0,7132 (w 20 °C); 0,7107 (w 20,1 °C).